# 爺爺的古老大鐘
爺爺的古老大鐘（英語：My Grandfather's Clock）是美國一首有名的歌曲，由亨利·克莱·沃克（Henry Clay Work）作詞作曲，在1876年發表，於當時美國發行了超過100萬份樂譜。

## 概要
位於約克郡與達勒姆郡的邊緣，有一間名為名為佐治酒店的酒店，由Jenkins兩兄弟擁有、打理的。在酒店的大堂中，放著一個擺鐘。擺鐘一直運作正常，但當其中一個兄弟離世後，擺鐘開始運作不正常。儘管酒店的職員、鐘錶維修員盡力的修理它，它發生故障的頻率越來越多。當另外的一個兄弟也離世後，那個擺鐘也停止了運作。
據說，在1874年，作者Henry Clay Work在英國進行公演的時候，曾到那間酒店，當時酒店有一個很明顯的位置一座壞掉的大鐘引起他注意，並根據他所聽聞的故事「My Grandfather's Clock」而作此曲，因而本曲的曲名是「爺爺的大鐘」，而不是擺鐘，兩年後發表續篇「sequel to grandfather's clock」。
而在歌詞內容中，提及到掛在牆上的大鐘，由爺爺出世開始運作，直至他死去而停止運作。原本歌詞中的爺爺的年齡是90歲，而在保富康午的日文歌詞中，改為100歲。另外，原本歌詞是4段的，而日文歌詞改為3段。

## 在英國、美國的情況
許多於1950年代至1960年代長大的人们都知道這首曲。在英國，本曲在《兒童的最愛》节目播放。而在美國，则播放「末段沒有抒情」的版本。
在2004年，本曲由大人小孩双拍档演绎，激發了《陰陽魔界》中「沒有微睡的九十年」的创作靈感。

## 在日本的情況
1962年，日本放送協會電視節目「大家的歌曲」中，介紹了由保富康午翻譯的日文版本（日語：大きな古時計，直譯中文為「古老的大鐘」），然後在日本該歌曲人氣急升。
在此之前，也有一首類似的歌唱，曲名為，於1940年由ミミー宮島發表（作词：門田ゆたか、編曲：仁木多喜雄）。本曲的唱片於1943年停止生產，共發售了5173張，如以2002年的音樂市場規模來換算，相當於5萬張。這個時候的歌詞與保富康午的版本不一樣。本曲由古倫美亞音樂娛樂株式會社發售，並收錄在CD。
2002年，歌手平井堅翻唱此曲，並發行收錄此曲的唱片《爺爺的古老大鐘》，此曲再次有名。平井堅的唱片發售後連續4週在Oricon公信榜的排行榜登上第1位，這也是Oricon第一次有100年以前發表的樂曲得到第1位；本CD也在2002年度Oricon年間紀錄得到第7位。

## 原文歌詞
My grandfather's clock 

Was too large for the shelf,

So it stood ninety years on the floor;

It was taller by half

Than the old man himself,

Though it weighed not a pennyweight more.

It was bought on the morn

Of the day that he was born,

And was always his treasure and pride;

But it stopped short

Never to go again,

When the old man died.
CHORUS:

Ninety years without slumbering,

Tick, tock, tick, tock,

His life seconds numbering,

Tick, tock, tick, tock,

It stopped short

Never to go again,

When the old man died.
In watching its pendulum

Swing to and fro,

Many hours had he spent while a boy;

And in childhood and manhood

The clock seemed to know,

And to share both his grief and his joy.

For it struck twenty-four

When he entered at the door,

With a blooming and beautiful bride;

But it stopped short

Never to go again,

When the old man died.

CHORUS
My grandfather said

That of those he could hire,

Not a servant so faithful he found;

For it wasted no time,

And had but one desire,

At the close of each week to be wound.

And it kept in its place,

Not a frown upon its face,

And its hand never hung by its side.

But it stopped short

Never to go again,

When the old man died.

CHORUS
It rang an alarm

In the dead of the night,

An alarm that for years had been dumb;

And we knew that his spirit

Was pluming for flight,

That his hour of departure had come.

Still the clock kept the time,

With a soft and muffled chime,

As we silently stood by his side. 

But it stopped short

Never to go again,

When the old man died.

CHORUS

## 曾表演此曲的歌手、演奏者
- Cheers（中文歌，收錄於《十年约会》EP）
- 尊尼·卡殊（收錄於1959年發售的CD集『Songs Of Our Soil』）
- 英語：（純樂器音樂。收錄於CD集『BOSS REGGAE』）
- ブラザーズ・フォー（日语：ブラザーズ・フォー）（『Ninety Years』的唱片封面。收錄於2003年發售的CD集『BORN IN SEATTLE』）
- 長谷川陽子（大提琴演奏者；收錄於CD集）
- 立川澄人（於『大家的歌曲（日语：みんなのうた）』演唱）
- 石毛恭子（『ママとあそぼう!ピンポンパン（日语：ママとあそぼう!ピンポンパン）』）
- 藍川由美＆中野振一郎（收錄於1998年的翻譯唱歌集）
- 中川喜弘（日语：中川喜弘）＆デキシーディックス（日语：デキシーディックス）（收錄於1986年發售的LP，於2003年CD化）
- チャカ（日语：チャカ）と昆虫採集（收錄於封面CD集）
- 松崎ナオ（日语：松崎ナオ）（收錄於CD集）
- 理查德·克萊德曼（收錄於CD集）
- こおろぎ'73（日语：こおろぎ'73）
- ドリーミング（日语：ドリーミング (歌手グループ)）
- 仁科竹人（收錄於CD集）
- 田中星兒（收錄於CD集）
- 平野孝幸（收錄於2002年發售的CD集）
- 東京レディース・シンガーズ（日语：東京レディース・シンガーズ）（收錄於CD集）
- ひまわりキッズ（日语：ひまわりキッズ）（收錄於CD集）
- マーサ・レギール（日语：マーサ・レギール）（收錄於CD集）
- Cathy Berberian（英语：Cathy Berberian）
- 園長先生（配音員：納谷六朗）（收錄於CD集）
- 大橋望美（收錄於CD集『ノンちゃん雲に乗る』）
- 伊藤秀志（被平井堅的「2002年的再製造版」觸發靈感、全以秋田弁的zuzu版本歌唱）
- 平井堅（參看爺爺的古老大鐘 (平井堅單曲)）
- 南里侑香（收錄於CD集）
- 山下真治
- kobaryu
- 楓（配音員：小倉結衣）（《貓娘樂園 Vol.3 ～薰香貓娘姊妹～》插入曲）
- Christelle Ciari（日语：クリステル・チアリ）・Claude Ciari（日语：クロード・チアリ）（於「用英文遊玩（日语：英語であそぼ）」中唱英文版本的歌詞）
- 成瀨未亞（遊戲『モエかん（日语：モエかん）』的插曲，唱英文版本的第1段、收錄於CD『骨董時計箱』）
- 李聖傑 （收錄於《原諒我沒有說》專輯）
- 安潔拉亞季 （收錄於CD集『WHITE』）
- 奧華子 （收錄於DVD的特典CD之中）[2]
- 鷺沢文香（配音員：M·A·O）（收錄於《偶像大师 灰姑娘女孩》CD集『THE IDOLM@STER CINDERELLA MASTER Cool jewelries! 003』）

## 外部連結
- 世界の民謡・童謡 『大きな古時計』特集 （页面存档备份，存于） （日語）
- 秋田弁バージョン （页面存档备份，存于） （日語）
- 劇団みんわ座「影絵音楽物語 大きな古時計」 （日語）
- SheetMusic and lyrics （英文）
- Another sheet music with lyrics （页面存档备份，存于） （英文）